# Storena debasrae
Storena debasrae là một loài nhện trong họ Zodariidae.
Loài này thuộc chi Storena. Storena debasrae được Biswamoy Biswas & Biswamoy Biswas miêu tả năm 1992.